# Les Paradis disponibles
Albums de Aldebert
Aldebert en scène Enfantillages
Les Paradis disponibles est un album d'Aldebert sorti le 16 octobre 2006.

## Liste des pistes
1. L'Appétit du bonheur
2. L'Inventaire
3. Lulue Marlène
4. C'est comment là-haut ?
5. Les Bulles de savon
6. L'Homme songe, avec Matar Sall et Joyce Tape
7. Mon père ce héros
8. Des chatons dans un panier
9. L'Album photo
10. Amoureuse
11. À petit feu
12. La Première Fois
13. La Lettre
14. Mise amour (chanson cachée)